# Hurricane Bianca: From Russia with Hate
Hurricane Bianca: From Russia with Hate é um filme de comédia americano de 2018 dirigido por Matt Kugelman. O filme foi lançado em 18 de maio de 2018. Uma sequência do filme de 2016 Hurricane Bianca, o enredo do filme centra-se em Bianca Del Rio (Roy Haylock) sendo levada para a Rússia pela campanha de Debbie (Rachel Dratch) por vingança contra ela depois de ser libertada da prisão.
O título do filme é uma referência ao filme de James Bond From Russia with Love (1963).